# Gama grandicornis
Gama grandicornis är en skalbaggsart som beskrevs av Blanchard 1850. Gama grandicornis ingår i släktet Gama och familjen Melolonthidae. Inga underarter finns listade i Catalogue of Life.